# 圣洛坦
圣洛坦（法語：Saint-Lothain，法語發音：[sɛ̃ lɔtɛ̃]）是法国汝拉省的一个市镇，位于该省中部偏西，属于隆斯勒索涅区。

## 地理
圣洛坦（46°49'32"N, 5°38'40"E）面积12.33 平方千米，位于法国勃艮第-弗朗什-孔泰大區汝拉省，该省份为法国东部内陆省份，北起上索恩省，西北接科多尔省，西临索恩-卢瓦尔省，南至安省，东与杜省和瑞士接壤。
与圣洛坦接壤的市镇（或旧市镇、城区）包括：维莱瑟里讷、弗龙特奈、达尔博奈、图尔蒙、圣拉曼、贝尔萨延、帕斯南、米耶里。
圣洛坦的时区为UTC+01:00、UTC+02:00（夏令时）。

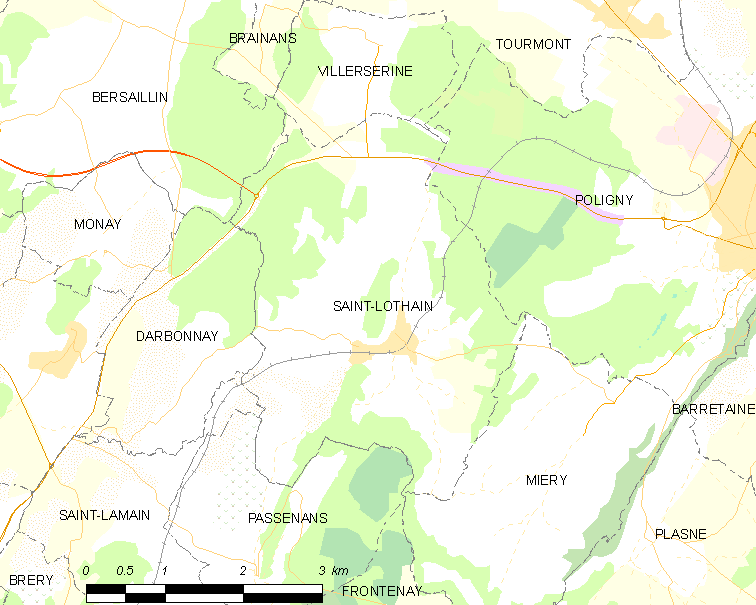
圣洛坦的OSM定位图

## 行政
圣洛坦的邮政编码为39230，INSEE市镇编码为39489。

## 政治
圣洛坦所属的省级选区为布莱特朗县。

## 交通
法国国家A391号高速公路和法国国道N83线境内境内北侧。汝拉省省道D57线和D194线在市中心交汇。

## 人口

1962-2008年间圣洛坦人口变化图示

圣洛坦于2022年1月1日时的人口数量为461人。